# Algo más de amor
 (mai 2021).
Si vous disposez d'ouvrages ou d'articles de référence ou si vous connaissez des sites web de qualité traitant du thème abordé ici, merci de compléter l'article en donnant les références utiles à sa vérifiabilité et en les liant à la section « Notes et références ».
Albums de Francis Cabrel
Samedi soir sur la Terre
(1994) Hors-saison
(1999)
Algo más de amor est la deuxième compilation de Francis Cabrel sortie en 1998.
Ce disque est entièrement en espagnol (à l'exception du titre "La corrida" en tout point identique à la version originale de l'album Samedi soir sur la Terre) et reprend des standards de son répertoire. On retrouve notamment Je l'aime à mourir (La quiero a morir), La fille qui m'accompagne (La chica que me acompaña), C'est écrit (Está escrito) ou bien Octobre (Octubre).
Cet album est une compilation de titres chanté en espagnol par Francis Cabrel, déjà parus sur Todo aquello que escribí, sorti en 1981 (La chica que me acompaña, Todo aquello que escribí,  Si algún día la ves), un album déjà nommé Algo más de amor sorti en 1990 (Algo más de amor, Animal, Está escrito, Los atajos), et en 45 tours (Vengo a ofrecer mi corazón).
Quatre autres titres enregistrés en espagnol n'ont pas été repris sur cette compilation : La dama feliz, Escuchas crecer una flor, Se me acabó la canción et La postal.

## Titres
| No  | Titre                                                  | Titre original                               | Durée |
| --- | ------------------------------------------------------ | -------------------------------------------- | ----- |
| 1.  | La quiero a morir                                      | Je l'aime à mourir                           | 2:45  |
| 2.  | La chica que me acompaña                               | La fille qui m'accompagne                    | 4:23  |
| 3.  | Animal                                                 | Animal                                       | 5:24  |
| 4.  | Cosa de equilibrio                                     | Question d'équilibre                         | 3:46  |
| 5.  | Está escrito                                           | C'est écrit                                  | 5:50  |
| 6.  | Los atajos                                             | Les chemins de traverse                      | 3:10  |
| 7.  | Todo aquello que escribí                               | L'Encre de tes yeux                          | 3:08  |
| 8.  | Si algún día la ves                                    | Si tu la croises un jour                     | 3:10  |
| 9.  | Algo más de amor                                       | Il faudra leur dire                          | 3:51  |
| 10. | La corrida                                             | La Corrida                                   | 5:39  |
| 11. | Octubre                                                | Octobre                                      | 3:31  |
| 12. | Vengo a ofrecer mi corazón (en duo avec Mercedes Sosa) | Yo vengo a ofrecer mi corazón (de Fito Páez) | 3:52  |